# 애니콜 햅틱 팝
애니콜 햅틱 팝(Anycall Haptic Pop)은 삼성전자가 2009년 3월 1일에 출시한 휴대 전화이다.